# 田中隆尚
田中 隆尚（たなか たかひさ、1918年12月7日 - 2002年10月21日）は、歌人、ギリシャ文学者。
山口県豊浦郡長府町生まれ。1947年東京帝国大学文学部卒。群馬大学教養部にてドイツ語教授を務めた。歌人としては斎藤茂吉に師事し、1957年文芸誌「ももんが」を創刊、主宰。独学でギリシャ語を習得し、ギリシアやイタリアで日本の歴史や上代文化について講演活動を行った。1991年11月、ギリシャ政府のフェニックス勲章を受章。

## 著書
- 『いさごぢ 歌集』河出書房 1952
- 『茂吉随聞』筑摩書房 1960
- 『茂吉随聞 別巻』筑摩書房 1961
- 『桃園譜』乙骨書店 1972
- 『へらす巡歴 南の巻』乙骨書店 1976
- 『みづしも 歌集』河出書房新社 1980
- 『桃園譜』河出書房新社 1981
- 『しほなわ 歌集』短歌研究社 1984
- 『へらす宵宴』乙骨書店 1987
- 『ささなみのおきな』乙骨書店 1989
- 『おほなみ 歌集』短歌新聞社 1993
- 『呉茂一先生』小沢書店 1993
- 『うたぶえ 歌集』短歌新聞社 1994
- 『くろねこのうた』青土社 1997
- 『田中隆尚撰集』全14卷 展望社 2006

### 共著・編纂
- 『斎藤茂吉の世界 共同討議』太田一郎、中村稔共著 青土社 1981
- 『呉茂一先生の手紙 野間祐輔宛書簡集』編 小沢書店 1996

## 参考
- 読売新聞死亡記事 2002年10月22日